# Wii Échecs
Wii Échecs (通信対局 ワールドチェス, Tsūshin Taikyoku Wārudochesu) est un jeu vidéo de simulation d'échecs, édité et développé par Nintendo, sorti sur Wii le 18 janvier 2008 en Europe ainsi qu'en téléchargement sur WiiWare le 30 septembre 2008 au Japon.
Il a été mis sur le marché au prix de 30 € (20 livres sterling) environ. Wii Échecs est disponible depuis 2008 sur les marchés américains et japonais.
Wii Échecs utilise le moteur d'échecs Loop Express. Les joueurs peuvent aussi s'affronter en réseau grâce à la Nintendo Wi-Fi Connection.

## Accueil
Le magazine officiel Nintendo UK lui donne 78 %. Il met en avant les possibilités multijoueur et la perfection du jeu. La critique principale porte sur la fadeur des effets visuels et le fait que le jeu ne capturera pas l'imagination de ceux qui n'apprécient pas le jeu d'échecs.
Eurogamer lui donne 7/10, notant ses options intéressantes, mais remarque qu'il manque des options qui justifierait amplement le prix du jeu.